# 에링고

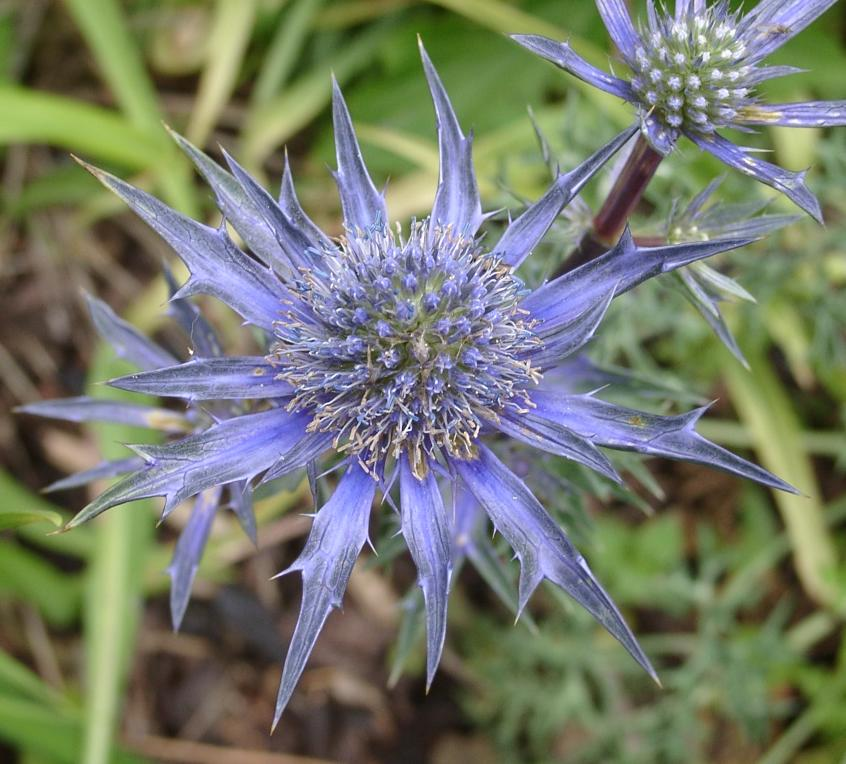

에링고(Eryngo)는 쌍떡잎식물 미나리과에 속하는 식물이다. 높이 60∼180cm이다. 많은 종류가 있는데 그 중 여러해살이의 몇 종은 관상용으로 재배되고 있으며, 꽃은 금속성의 광택이 있어 절화로도 이용한다. 유럽 및 튀르키예산은 잎이 엉겅퀴처럼 갈라지며, 아메리카산은 잎이 좁고 갈라지지 않는다. 꽃은 작고 원줄기 끝에 두상꽃차례로 모여 달리며 꽃이삭은 원주상 또는 달걀 모양이다. 여름에 백색, 청색, 남색 등의 꽃이 핀다. 원예종으로는 청색과 백색 꽃이 피는 유럽 원산의 에링기움 알피눔(E. alpinum)과 캅카스 원산의 남색 또는 담녹색 꽃이 피는 에링기움 기간테움(E. giganteum) 등이 있다.